# Nyitrazsámbokrét
Nyitrazsámbokrét (szlovákul Žabokreky nad Nitrou) község Szlovákiában, a Trencséni kerületben, a Simonyi járásban.

## Fekvése
Simonytól 6 km-re nyugatra, a Nyitra jobb partján fekszik.

## Története
A régészeti leletek alapján már a kőkorszakban éltek itt emberek. A volutai, hallstatti és szelestei kultúra nyomai kerültek területén elő. A Nagymorva Birodalom idején szláv település állt ezen a helyen, a 8. századból származó sírokat tártak fel itt. Zsámbokrét egykori temploma valószínűleg már a 11. században állt. A település első írásos említése "Sabakereky" néven 1291-ből származik, ekkor a Zsámbokréty család volt a birtokosa. Ezután a Csák nemzetség birtoka, az ugróci váruradalom része. 1410-ben "Zabokreky", 1506-ban "Sambokreth" néven bukkan fel az írott forrásokban.
A 15. század elejétől nemesei számos harcot vívtak a Csehországból betörő huszitákkal. Birtokosai a Divéky, Zsámbokréty, Ürményi, Patrichovich családok voltak. A mohácsi csatavesztés után egyre gyakoribbak lettek a térséget ért török támadások. 1530-ban a falut is elérték a török portyázók, de az itt állt erődített kastélynak köszönhetően nem sikerült a falut teljesen elpusztítaniuk. 1533-ban malma és 21 adózó portája volt, tehát mintegy 50 ház állt a településen, amely körülbelül 300 lakost jelent. A nemesekkel együtt a lakosság száma elérte a 350-et. A két király viszályát kihasználva, a Felvidék nyugati részét a rablólovag Podmaniczky testvérek tartották rettegésben. Elfoglalták a Zsámbokréty család itteni kastélyát is, mely csak 1559-ben, haláluk után került vissza a család birtokába.
A 16. és 17. század fordulóján Zsámbokrét a Bécsbe vezető postaút egyik fontos állomása volt. A török hódítás ekkor már elérte a Nyitramentét is, mely sokáig a töröknek is fizette az adót. 1664-ben 60 fejadófizető személyt írt össze a török 44 háztartásban. A 19. század 80-as éveiben 124 ezüstérmét találtak valószínűleg ebből az időszakból, melynek egy része a Magyar Nemzeti Múzeumba került. A kettős adózás a török 1683-as Bécs alatti veresége után szűnt meg, ezután már nem veszélyeztették a falut a török támadások. A háborús időszak azonban ekkor sem szűnt meg, mert a Habsburgellenes harcok, főként II. Rákóczi Ferenc szabadságharca borította lángba a Felvidéket. A legzűrösebb időszak az 1707 és 1708-as esztendő volt, amikor több csata zajlott a környéken a császári és kuruc seregek között. A háborús idők alatt a falvak lakossága mindenütt jelentősen csökkent, 1715-ben Zsámbokréten csak 10 háztartás fizetett adót. A 18. század során a település újra fejlődésnek indult, lakói azonban 1769-ben felkeltek az úrbéri törvények miatt. 1778-ban romos kastély, 4 kúria, 14 nemesi és 10 jobbágyháztartás, sörfőzde, malom és zsinagóga állt a községben.
A II. József által elrendelt népszámlálás alkalmával Zsámbokréten 67 házat, 123 családot és 511 lakost számláltak. 1828-ban 97 házában 675 lakos élt. A népesség növekedését 1831-ben az országon végigsöprő kolerajárvány állította meg, melynek 58 zsámbokréti, főként gyermek esett áldozatul. A 19. század első felében a Petrikovics család szerzett birtokot a községben. Az ő érdemük a várkastély részbeni megújítása is. Ebben az időben szűnt meg az itteni postaállomás.
Vályi András szerint "ZSÁMBOKRÉT. Mezőváros Nyitra Várm. földes Urai több Urak, lakosai többfélék, fekszik N. Tapolcsányhoz 1 3/4 mértföldnyire; földgye, réttye jó, legelője elég, erdeje, szőleje nints, vásárjai vannak, piatza N. Tapolcsányon, Bánon, és Oszlányon"
Fényes Elek szerint "Zsámbokrét (Nyitra), (Nyitranszke Zsámbokreki), Nyitra m. tót m. v. a Nyitra völgyében, 449 kath., 226 zsidó lak. Van benne kath. paroch. templom, és synagoga. Szántófölde sok és termékeny; rétei igen jók, erdeje kevés. Van itt egy régi kastély, mellyben tartózkodott I. Károly, midőn trencséni Máté ellen indult. Eredeti helye a Zsámbokréti családnak. F. u. Simonyi Alajos örökösei. Postahivatal helyben."
A trianoni békeszerződésig Nyitra vármegye Nyitrazsámbokréti járásának székhelye volt.

## Népessége
| Év:            | 1994. | 2004.   | 2014.   | 2024.   |
| -------------- | ----- | ------- | ------- | ------- |
| Emberek száma: | 1633  | 1658    | 1686    | 1710    |
| Eltérés:       |       | +1,53 % | +1,68 % | +1,42 % |

| Év:            | 2023. | 2024.   |
| -------------- | ----- | ------- |
| Emberek száma: | 1703  | 1710    |
| Eltérés:       |       | +0,41 % |

1880-ban 742 lakosából 419 szlovák és 29 magyar anyanyelvű volt. Ebből 444 római katolikus, 286 izraelita és 12 evangélikus vallású volt.
1890-ben 937 lakosából 383 szlovák és 420 magyar anyanyelvű volt. Ebből 659 római katolikus, 264 izraelita és 14 evangélikus vallású volt.
1900-ban 1084 lakosából 574 szlovák és 367 magyar anyanyelvű volt. Ebből 793 római katolikus, 279 izraelita, 8 evangélikus, 3 református és 1 görög katolikus vallású volt.
1910-ben 1091 lakosából 583 szlovák és 412 magyar anyanyelvű volt. Ebből 828 római katolikus, 244 izraelita, 12 evangélikus és 7 református vallású volt.
1921-ben 1066 lakosából 892 csehszlovák, 145 zsidó, 16 magyar, 2 német és 11 állampolgárság nélküli volt.
1930-ban 1094 lakosából 1019 csehszlovák, 53 zsidó, 11 magyar, 3 német és 8 állampolgárság nélküli volt. Ebből 917 római katolikus, 170 izraelita, 5 evangélikus és 2 egyéb vallású volt.
1970-ben 1582 lakosából 1576 szlovák és 3 magyar volt.
1980-ban 1683 lakosából 1674 szlovák volt.
1991-ben 1588 lakosából 1575 szlovák és 3 magyar volt.
2001-ben 1628 lakosából 1596 szlovák és 1 magyar volt.
2011-ben 1664 lakosából 1566 szlovák és 89 ismeretlen nemzetiségű volt.
2021-ben 1738 lakosából 1706 szlovák, (+1) magyar, (+7) cigány, (+1) ruszin, 23 (+1) egyéb és 9 ismeretlen nemzetiségű volt.

## Neves személyek
- Itt született 1768-ban Ürményi Péter fölszentelt püspök.
- Itt született 1873-ban Herendi Artur magyar banktisztviselő, hírlapíró.
- Itt született 1877-ben Mendelényi László kúriai bíró, jogi író.
- Itt született 1897-ben László Ernő világhírű magyar bőrgyógyász és kozmetológus, üzletember.
- Itt hunyt el 1896-ban Odescalchi Gyula katona, politikus, az Odescalchi család tagja.
- Itt hunyt el 1907-ben Dillesz Sándor köz- és váltóügyvéd, Bars vármegye képviselője, vármegyei törvényhatósági bizottsági tag, az aranyosmaróti múzeum alapítója, régész.
- Itt hunyt el 1939-ben Riszner Gyula plébános.
- Itt hunyt el 1970-ben Štefan Gallo római katolikus plébános, fogoly, embermentő
- Itt birtokolt Birly Ede Flórián (1787-1854) orvos, szülész, egyetemi tanár és királyi tanácsos.

## Nevezetességei

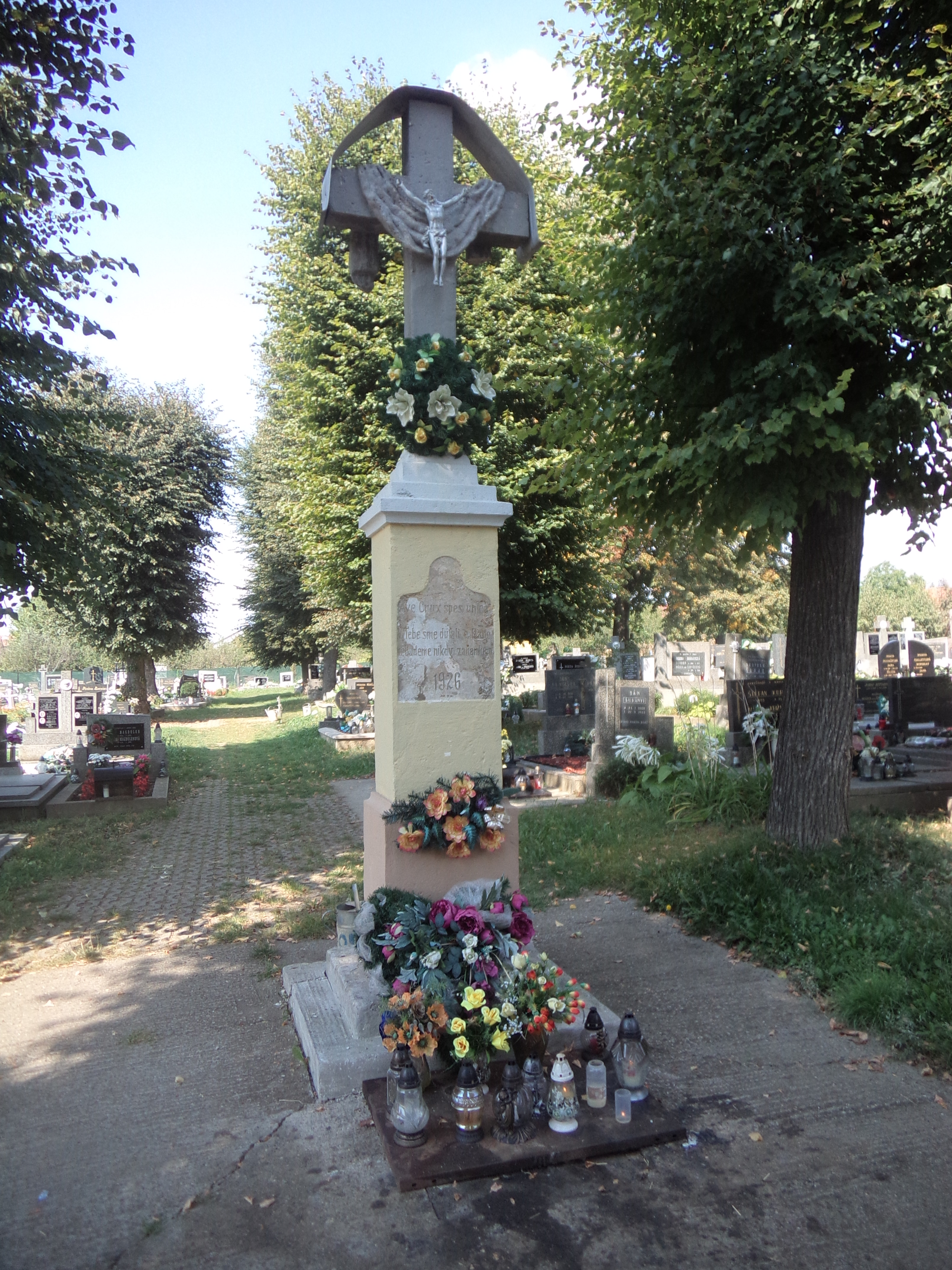
Temetőkereszt
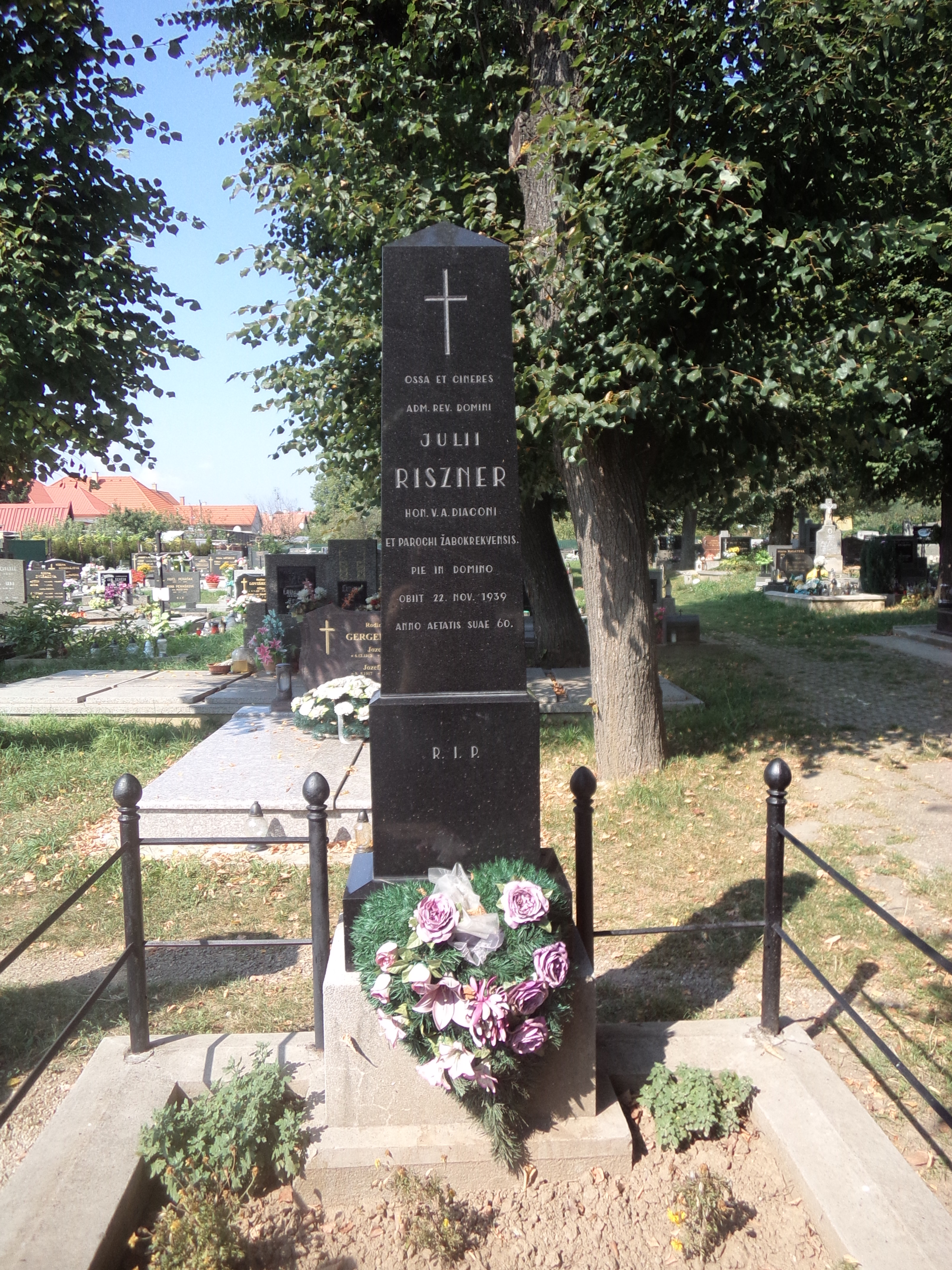
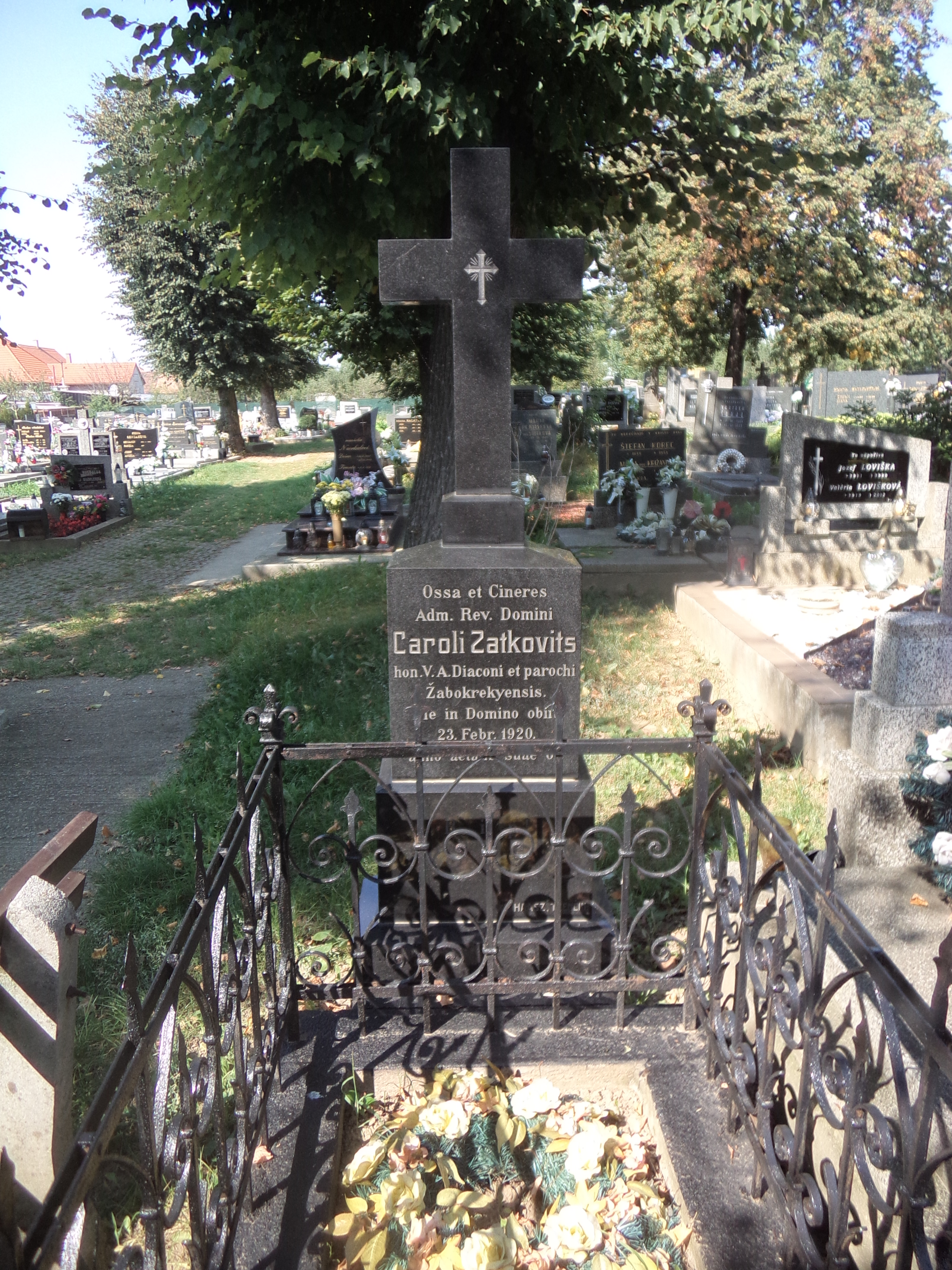

- Nevezetessége egy középkori vár részeként megmaradt torony, melyet a 16.–17. században megújítottak, a 20. században pedig lakóépületté alakították át.
- Római katolikus temploma 1913-ban épült, a lebontott 13. századi templom helyén szecessziós stílusban.
- 1840 körül épített klasszicista kúria.
- A parkban álló mauzóleum 1910-ben szecessziós keleti stílusban épült.

## Külső hivatkozások
- Hivatalos oldal
- Községinfó
- Nyitrazsámbokrét Szlovákia térképén
- E-obce.sk Archiválva 2007. december 12-i dátummal a Wayback Machine-ben
- A várkastély